# Hamori (cràter)
Hamori és un cràter sobre la superfície del planeta nan Ceres, situat amb el sistema de coordenades planetocèntriques a -57.24 ° de latitud nord i 86.57 ° de longitud est. Fa un diàmetre de 60 km. El nom va ser fet oficial per la UAI el quinze d'octubre del 2015 i fa referència a Hamori, divinitat protectora de les fulles dels arbres de la mitologia japonesa.